# جويا تورو
جويا تورو (Gioia Tauro) هي مدينة تقع في مقاطعة ريدجو كالابريا في إيطاليا، على ساحل البحر التيراني. لديها ميناء مهم، يقع على طول الطريق الذي يربط السويس بجبل طارق، أحد أكثر الممرات البحرية ازدحامًا في العالم.